# Рыцарский кантон Хегау-Альгой-Боденское озеро

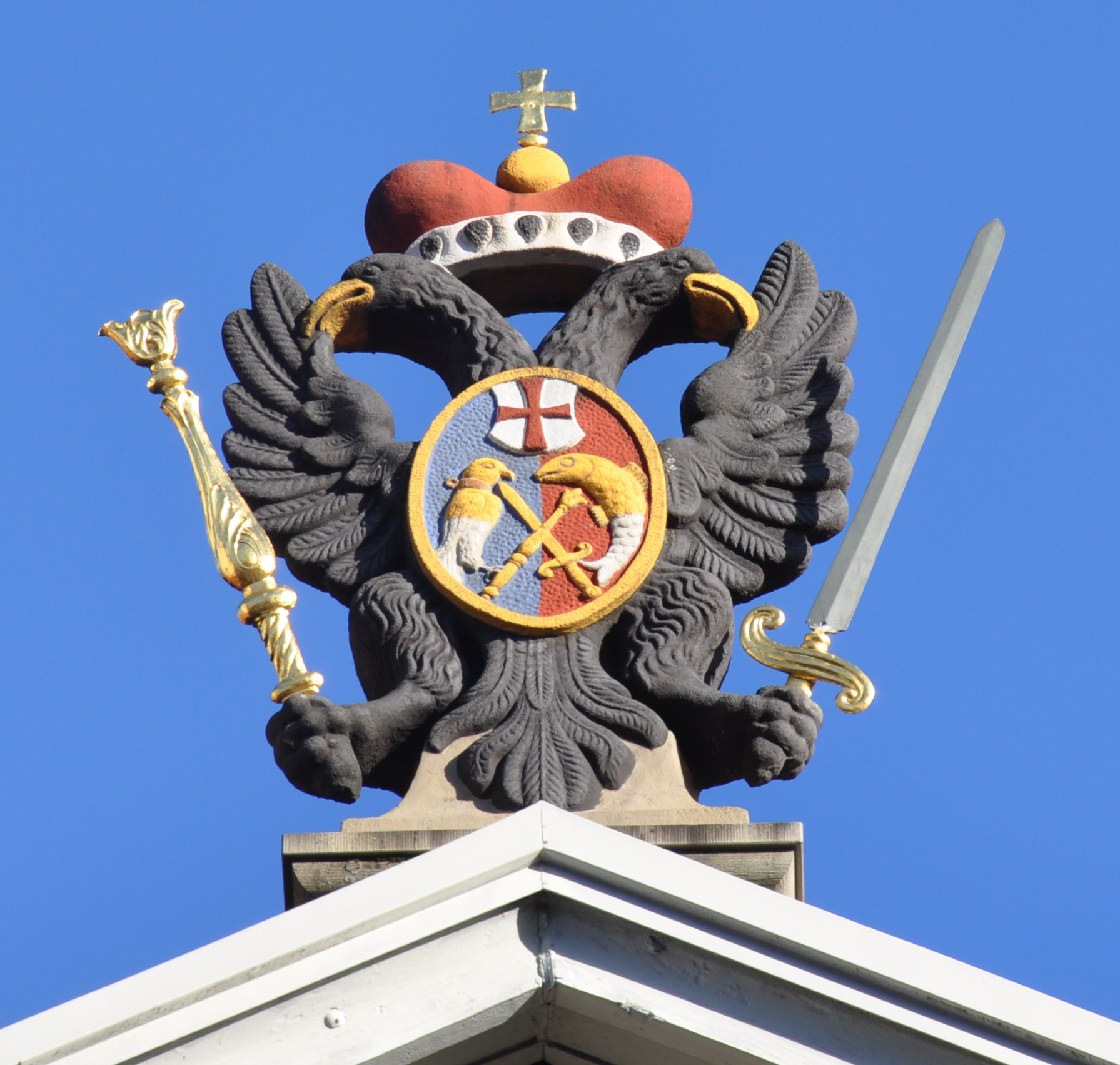
Герб рыцарского кантона на Рыцарском доме (Ritterhaus) в Ванген-им-Алльгой.

Рыцарский кантон Хегау-Альгой-Боденское озеро (нем. Ritterkanton Hegau-Allgäu-Bodensee) — корпоративное объединение дворянских семейств имперских рыцарей Южной Германии в регионе к северу от Боденского озера. В ходе роспуска Священной Римской империи и германской медиатизации 1806 года владения семейств перешли к Баварии, Вюртембергу и Бадену, прежние властители стали землевладельческой знатью.

## История
C XVI века по аналогии с имперскими округами свободное имперское рыцарство в Юго-Западной Германии было разделено на рейнский, франконский и швабский рыцарские круги, которые, в свою очередь, состояли из кантонов. Швабский рыцарский круг подразделялся на кантоны Дунай, Хегау-Альгой-Боденское озеро, Неккар-Шварцвальд, Кохер и Крайхгау.

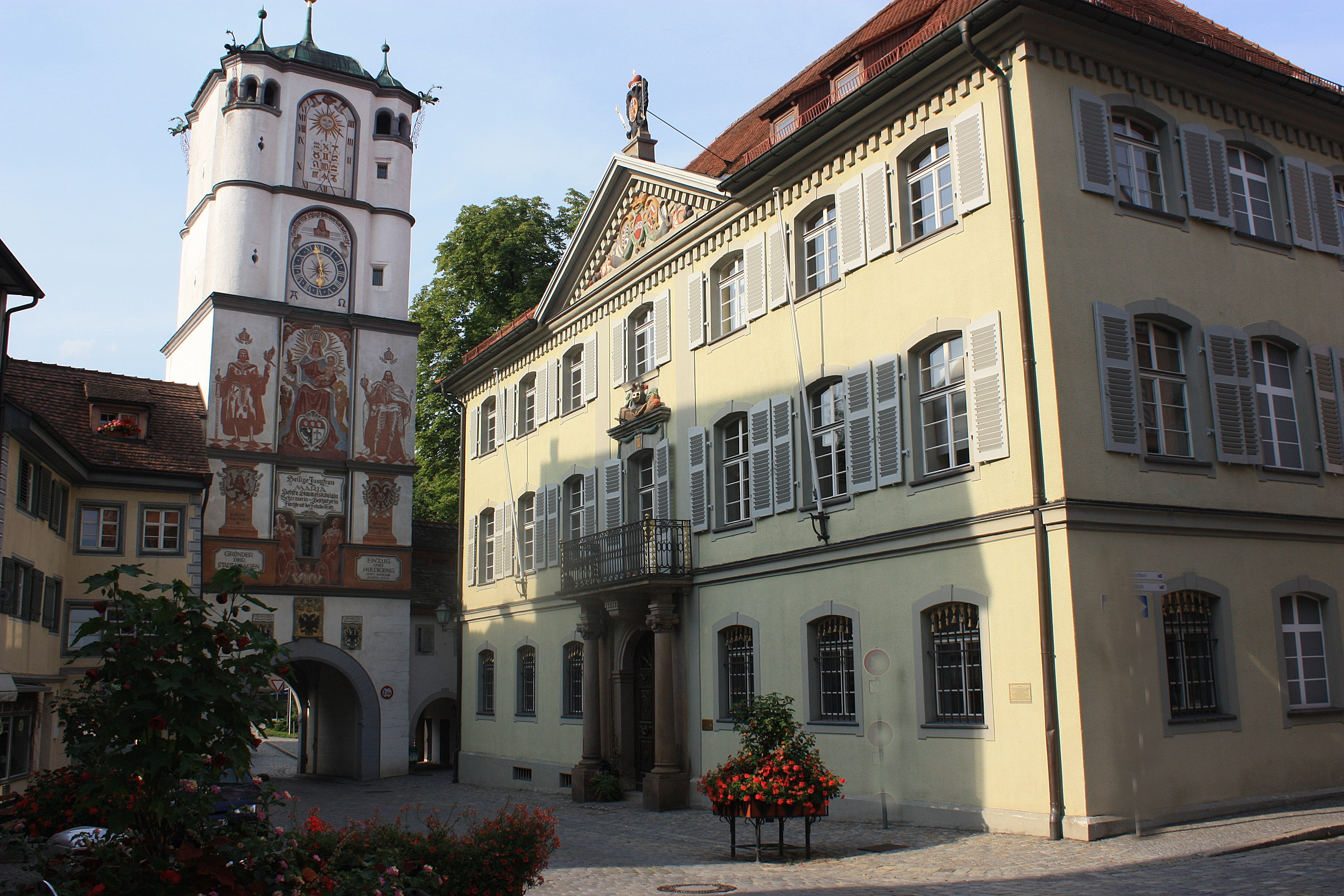
Рыцарский дом рядом с Равенсбургскими воротами в Вангене

Поскольку дворяне Священной Римской империи в основном занимались делами на локальном уровне, кантоны были важным уровнем в организации имперского рыцарства. Рыцарский кантон Хегау-Альгой-Боденское озеро принадлежал Швабскому рыцарскому округу. Его появление в XV веке, возможно, связано с союзом швабских дворян в виде общества щита Святого Георгия
Рыцарский кантон состоял из двух округов или кварталов:
1. Хегау со штаб-квартирой в рыцарском доме в Радольфцелле. Здесь одновременно находились штаб-квартира директората кантона и штаб-квартира кантона.
2. Альгой-Боденское озеро со штаб-квартирой в Ванген-им-Алльгой.
Особенностью этого рыцарского кантона была приверженность местного дворянства католицизму, что можно объяснить близостью территорий Габсбургов (Верхняя Австрия). Это позволило представителям семей вести духовную карьеру в многочисленных духовных княжествах региона, таких как Аугсбург, Констанц и Кемптен.

## Состав
| №  | Герб | Имя                  | Оригинальное имя             | Примечания |
| -- | ---- | -------------------- | ---------------------------- | --- |
| 1  |      | Берольдинген         | von Beroldingen              | |
| 2  |      | Бодман               | Bodman                       | К рыцарскому кантону относились младшие линии Бодман-Каргегг, Бодман-Мёггинген (с 1752 года), Бодман-цу-Вихс (с 1752 года), |
| 3  |      | Энцберг              | Enzberg                      | |
| 4  |      | Вельден              | Welden                       | В XVII веке получили статус фрайгерра.                                                                                      |
| 5  |      | Эбингеры             | Ebinger von der Burg         | Имперское рыцарство даровано в 1572 году императором Максимилианом II.                                                      |
| 6  |      | Гаффнер              | von Häffner                  | Семья также входила в рыцарский кантон Дунай.                                                                               |
| 7  |      | Горнштейны           | Hornstein                    | Семья также входила в рыцарский кантон Дунай.                                                                               |
| 8  |      | Гумпис               | Humpis                       | |
| 9  |      | Крафт                | Krafft von Festenberg        | |
| 10 |      | Клингенберги         | von Klingenberg              | |
| 11 |      | Монфорт-Теттнанг     | Grafen von Montfort-Tettnang | Как владельцы рыцарской мызы/поместья Шомбург.                                                                              |
| 12 |      | Папп фон Тратцберг   | Pappus von Tratzberg         | |
| 13 |      | фон Прассберг        | von Praßberg                 | |
| 14 |      | Родт                 | von Rodt                     | |
| 15 |      | Эйзенбург            | Herrschaft Eisenburg         | |
| 16 |      | Шелленберг           | Schellenberg                 | |
| 17 |      | Штауфенберг          | Stauffenberg                 | Семья также входила в рыцарский кантон Дунай.                                                                               |
| 18 |      | Зульц                | Sulz                         | |
| 19 |      | Зирг фон Зиргенштайн | Syrg von Syrgenstein         | |